# August Burns Red Presents: Sleddin' Hill
August Burns Red Presents: Sleddin' Hill es el quinto álbum de estudio, el primer álbum navideño y el primer álbum instrumental de la banda estadounidense de metalcore August Burns Red. Fue lanzado el 9 de octubre de 2012 a través de Solid State Records y producido por Carson Slovak.

## Antecedentes
El álbum se anunció en el sitio web de Solid State el 7 de agosto de 2012.
Al hablar del álbum, el guitarrista principal J.B. Brubaker comentó que logró "audacia" con sus influencias y que uno de los solos era una oda a Weezer de la época de Blue Album. También comentó que sus influencias punk son evidentes en todo el álbum.
"Flurries" fue la primera canción del álbum lanzada en streaming. Se lanzó en línea el 31 de agosto de 2012.
"Sleigh Ride" fue la segunda canción del álbum. Se lanzó el 18 de septiembre de 2012 en tiendas en línea. Esta canción fue una de las últimas en grabarse para el álbum debido a "su alocada estructura y varios cambios de tonalidad", comentó el guitarrista J.B. Brubaker. La canción incluye una sección de jazz en el centro con una sección de instrumentos de viento.

## Lista de canciones
Todas las canciones fueron arregladas por JB Brubaker. Todas las canciones son de dominio público, salvo indicación contraria.

| N.º | Título                                     | Duración |  |
| 1.  | «Flurries»                                 | 4:17     |  |
| 2.  | «Frosty the Snowman»                       | 2:18     |  |
| 3.  | «Sleigh Ride»                              | 2:53     |  |
| 4.  | «God Rest Ye Merry Gentlemen» (remastered) | 2:50     |  |
| 5.  | «Jingle Bells»                             | 4:13     |  |
| 6.  | «Oh Holy Night»                            | 4:24     |  |
| 7.  | «Rudolph the Red-Nosed Reindeer»           | 1:59     |  |
| 8.  | «Sleddin' Hill»                            | 2:38     |  |
| 9.  | «Little Drummer Boy» (remastered)          | 4:19     |  |
| 10. | «Winter Wonderland»                        | 1:55     |  |
| 11. | «O Come, O Come, Emmanuel» (remastered)    | 4:55     |  |
| 12. | «Carol of the Bells» (2012)                | 2:48     |  |
| 13. | «We Wish You a Merry Christmas»            | 2:30     |  |

| Relanzamiento en 2013 (bonus track) |                                 |          |  |
| N.º                                 | Título                          | Duración |  |
| 14.                                 | «Dance of the Sugar Plum Fairy» | 2:47     |  |

| Relanzamiento en 2014 (bonus track) |                    |          |  |
| N.º                                 | Título             | Duración |  |
| 14.                                 | «Joy to the World» | 3:07     |  |

## Personal
August Burns Red
- Matt Greiner – Batería
- Dustin Davidson – Bajo
- Jake Luhrs – Voz principal (Voz 7)
- Brent Rambler - Guitarra
- JB Brubaker – Guitarra